# Reprezentacja Łotwy na Mistrzostwach Europy w Wioślarstwie 2008
Reprezentacja Łotwy na Mistrzostwach Europy w Wioślarstwie 2008 liczyła 1 sportowca. Najlepszym wynikiem było 13. miejsce w jedynce kobiet.

## Medale

### Złote medale
Brak

### Srebrne medale
Brak

### Brązowe medale
Brak

## Wyniki

### Konkurencje kobiet
- jedynka (W1x): Kristīne Gosa – 13. miejsce